# Álula

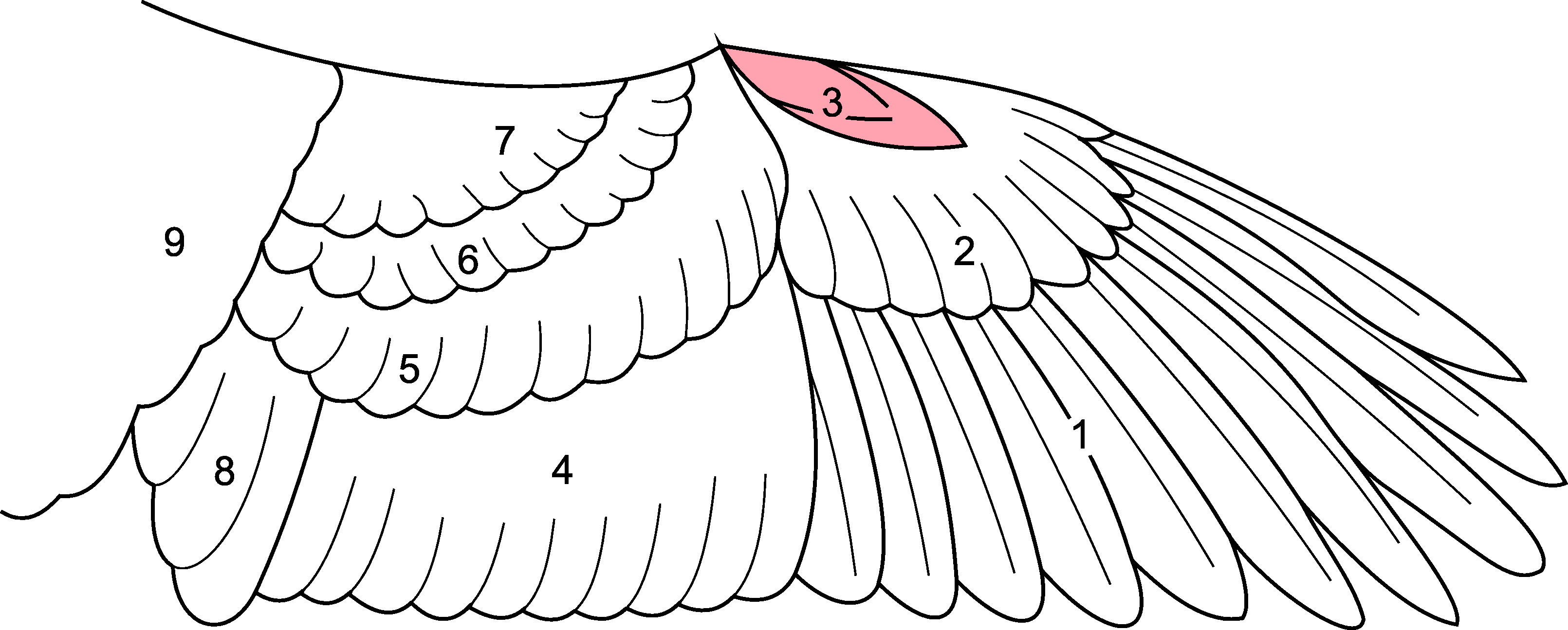
Localização da álula na asa de uma ave.

Álula, asa bastarda ou pena bastarda é uma pequena saliência na borda anterior da asa das aves modernas e de alguns dinossauros não-aviários. A palavra vem do latim e significa "pequena asa". A álula move-se livremente e é o equivalente ao primeiro dígito, o "polegar" da ave. Possui  normalmente de três a cinco pequenas penas de voo, com o número exato dependendo da espécie. Também há pequenas penas secretas que se sobrepõem às penas de voo. Tem a finalidade de ajudar na direção de voo e estabilizar o pouso.Algumas espécies as utilizam durante o  "display".